# NGC 2425
NGC 2425 је расејано звездано јато у сазвежђу Крма које се налази на NGC листи објеката дубоког неба.
Деклинација објекта је - 14° 52' 40" а ректасцензија 7h 38m 17,6s. Привидна величина (магнитуда) објекта NGC 2425 износи 12,8. NGC 2425 је још познат и под ознакама OCL 599.